# Dasyhelea crassiseta
Dasyhelea crassiseta is een muggensoort uit de familie van de knutten (Ceratopogonidae). De wetenschappelijke naam van de soort is voor het eerst geldig gepubliceerd in 1986 door Borkent and Forster.